# László G. Attila
László G. Attila (Kőhalom, 1985. június 1. –) magyar színművész.

## Élete
1985-ben született az erdélyi Kőhalomban. 1990-ben családjával Magyarországra költöztek, ahol általános iskolai tanulmányait öt különböző intézményben végezte el. A budapesti Vörösmarty Mihály Gimnáziumban érettségizett. 2008-ban végzett a Színház- és Filmművészeti Egyetemen. 2008-2013 között a Nemzeti Színház tagja, majd 2013-tól szabadúszó, mellette a Terminál Workhouse csapatában is dolgozik. A Nemzeti Színházból való távozása után másfél évet élt Új-Zélandon, majd visszatért Budapestre.

## Szerepei

### Film, televízió
- Munkaügyek (2013)
- A berni követ (2014)
- Holnap Tali! (2017)
- Tóth János (2017–2018)
- Kiút színész (2017)
- A tanár (2019)
- Drága örökösök (2019)
- Bátrak földje (2020)
- Barátok közt (2021)
- A mi kis falunk (2022)

### Színház
- Mephisto (2013) - Pincérfiú a Párizsi Interkontinentálban, Intendáns (2012-2013)
- Hazafit nekünk! (2012) - Sztanyicin, orosz hadnagy, Ferdi, Kupfer segédje, Verőlegény (2011-2013)
- Hamlet (2012) - Fortinbras, norvég király (2011-2013)
- A tanítónő (2012) - Postás (2011-2013)
- Egy lócsiszár virágvasárnapja (2011) - Kallheim (2011-2013)
- Az ember tragédiája (2011) (2011-2013)
- Egyszer élünk avagy a tenger azontúl tűnik semmiségbe (2011) (2011-2013)
- Jó estét nyár, jó estét szerelem (2010) - Pincér / Segéd / Kisöcs (2010-2012)
- Jeremiás avagy Isten hidege (2010) - Szörnyű Ottó, rendőr (2010-2011)
- Lear király (2010) (2009-2011)
- Mein Kampf (Harcom) (2010) - Himmlischt (2009-2012)
- Bánk bán - junior - (2009) - Solom (2009-2013)
- Berzsián és Dideki (2009) - Főszakáll (2009-2012)
- Amalfi hercegnő (2009) - Delio (2008-2009)
- A park (2009) - Fiú 1. (2008-2010)
- After the Fall (2009) (2008-2009)
- Pokoli disznótor (2009) - Jegyző (2008-2009)
- Vassza Zseleznova / A kivétel és a szabály (2008) - Pjatyorkin, matróz (2008-2009)
- A jég (2008) - Lapin (2008-2013)
- Vesztegzár a Grand Hotelben (2008) - Martin, pincér (2007-2012)
- A Mester és Margarita (2005) - Afranius (2005-2010)
- A Macskalápon (2005) - Szellemigéző (2005-2009)
- Holdbeli csónakos (2003) - Dumuzi, sumir főpap (2003-2013)
- A fösvény - Jacques, Harpagon szakácsa és kocsisa (2011-2013)
- A gyújtogatók - TÖRÖK, az árus, cigány (2011)
- 25. Képzett társítások – AEGON-estek a Nemzetiben 2009. 11. - gitár (2009)